# Serhij Tkatschuk
Serhij Tkatschuk (ukrainisch Сергій Володимирович Ткачук; * 15. Februar 1992 in Kiew, Ukraine) ist ein ukrainischer Fußballtorhütert. Seit 2012 besitzt Tkatschuk neben der ukrainischen auch die kasachische Staatsbürgerschaft.

## Karriere

### Verein
Tkatschuk spielte in seiner Jugend für Dynamo Kiew, bevor er 2009 im Kader der Profimannschaft von Dynamo stand. 2011 wurde er an den Drittligisten FK Nyva Ternopil ausgeliehen, für den er zwei Spiele bestritt. Seinen ersten Einsatz hatte er am 24. April 2011 im Spiel gegen Tschornomorez Odessa II (0:1).
Nach nur zwei Spiele für Ternopil wechselte Tkatschuk 2012 ablösefrei zum kasachischen Erstligisten Schachtjor Qaraghandy, bei dem er zunächst in der zweiten Mannschaft eingesetzt wurde. Zur Saison 2013 wechselte er in die erste Mannschaft, in der er insgesamt sechs Spiele bestritt. Sein Debüt für Qaraghandy gab er am 6. April 2013 im Spiel gegen Schetissu Taldyqorghan (0:0). Am 7. März 2014 unterschrieb er einen Vertrag bei Qairat Almaty, für die er bislang drei Spiele absolvierte.

### Nationalmannschaft
Serhij Tkatschuk bestritt Spiele für die ukrainische U-16-Nationalmannschaft und die ukrainische U-18-Nationalmannschaft. Nachdem Tkatschuk Ende 2012 die kasachische Staatsbürgerschaft angenommen hatte, ist er im Aufgebot der kasachischen U-21-Nationalmannschaft.